# Patrick Bechter
Patrick Bechter, né le 2 août 1982 à Dornbirn, est un skieur alpin autrichien, spécialiste des épreuves techniques.

## Biographie
Membre du club SC Mühlebach, il apparaît dans le cirque blanc en 1997 dans des courses FIS. En 2001, il devient champion du monde junior du combiné à Verbier. Il devient champion d'Autriche du slalom un an plus tard. En janvier 2003, il s'adjuge le premier succès de sa carrière en Coupe d'Europe en slalom géant et se classe deuxième de cette spécialité cette saison et en 2005.
Il participe à sa première course de Coupe du monde en novembre 2003. Il marque ses premiers points au slalom géant d'Alta Badia en décembre 2005, puis un mois plus tard, il est huitième du géant d'Adelboden, ce qui restera son meilleur résultat dans l'élite. Il se spécialise ensuite dans le slalom spécial où il marque ses premiers points en novembre 2008 à Levi avec une dixième place qu'il réédite à Zagreb au mois de janvier qui suit.
Il se retire en 2012, sans avoir pris part aux Jeux olympiques ou aux championnats du monde.

## Palmarès

### Coupe du monde
- Meilleur classement général : 72e en 2009.
- Meilleur classement en slalom : 25e en 2009.
- Meilleur classement en slalom géant : 26e en 2006.
- Meilleur résultat individuel : 8e.

#### Classements détaillés
| Saison/Classement | Général | Slalom géant | Slalom |
| Saison/Classement | Class.  | Class.       | Class. |
| ----------------- | ------- | ------------ | ------ |
| 2006              | 75e     | 26e          | -      |
| 2007              | 104e    | 30e          | -      |
| 2009              | 72e     | -            | 25e    |
| 2010              | 122e    | -            | 46e    |
| 2011              | 135e    | -            | 50e    |

### Championnats du monde junior
- Verbier 2001 :
  -  Médaille d'or au combiné.

### Coupe d'Europe
- 4e du classement général en 2005.
- Deuxième du classement de slalom géant en 2003 et 2005.
- 16 podiums dont 4 victoires.

### Championnats d'Autriche
- Champion du slalom en 2002.